# Сарсаз (Бураєвський район)
Сарса́з (рос. Сарсаз, башк. Һарыһаҙ) — присілок у складі Бураєвського району Башкортостану, Росія. Входить до складу Тепляківської сільської ради.
Населення — 46 осіб (2010; 49 у 2002).
Національний склад:
- удмурти — 94 %